# Motorrad-Weltmeisterschaft 2000
Die Motorrad-WM-Saison 2000 war die 52. in der Geschichte der FIM-Motorrad-Straßenweltmeisterschaft.
In allen Klassen wurden 16 Rennen ausgetragen.

## Punkteverteilung
Weltmeister wird derjenige Fahrer beziehungsweise der Hersteller, der bis zum Saisonende die meisten Punkte in der Weltmeisterschaft angesammelt hat. Bei der Punkteverteilung werden die Platzierungen im Gesamtergebnis des jeweiligen Rennens berücksichtigt. Die fünfzehn erstplatzierten Fahrer jedes Rennens erhalten Punkte nach folgendem Schema:
| Punkteverteilung | Punkteverteilung | Punkteverteilung | Punkteverteilung | Punkteverteilung | Punkteverteilung | Punkteverteilung | Punkteverteilung | Punkteverteilung | Punkteverteilung | Punkteverteilung | Punkteverteilung | Punkteverteilung | Punkteverteilung | Punkteverteilung | Punkteverteilung |
| ---------------- | ---------------- | ---------------- | ---------------- | ---------------- | ---------------- | ---------------- | ---------------- | ---------------- | ---------------- | ---------------- | ---------------- | ---------------- | ---------------- | ---------------- | ---------------- |
| Platz            | 1                | 2                | 3                | 4                | 5                | 6                | 7                | 8                | 9                | 10               | 11               | 12               | 13               | 14               | 15               |
| Punkte           | 25               | 20               | 16               | 13               | 11               | 10               | 9                | 8                | 7                | 6                | 5                | 4                | 3                | 2                | 1                |

In die Wertung kamen alle erzielten Resultate.

## 500-cm³-Klasse

### Rennergebnisse
|    | Datum  | Rennen                 | Strecke        | Platz 1           | Platz 2           | Platz 3           | Pole-Position     | Schn. Rennrunde   | Gesamtführender Fahrer | Gesamtführender Konstrukteur |
| -- | ------ | ---------------------- | -------------- | ----------------- | ----------------- | ----------------- | ----------------- | ----------------- | ---------------------- | ---------------------------- |
| 1  | 19.03. | GP von Südafrika       | Welkom         | Garry McCoy       | Carlos Checa      | Loris Capirossi   | Sete Gibernau     | Valentino Rossi   | Garry McCoy            | Yamaha                       |
| 2  | 02.04. | GP von Malaysia        | Sepang         | Kenny Roberts jr. | Carlos Checa      | Garry McCoy       | Kenny Roberts jr. | Kenny Roberts jr. | Garry McCoy            | Yamaha                       |
| 3  | 09.04. | GP von Japan           | Suzuka         | Norick Abe        | Kenny Roberts jr. | Tadayuki Okada    | Kenny Roberts jr. | Kenny Roberts jr. | Kenny Roberts jr.      | Yamaha                       |
| 4  | 30.04. | GP von Spanien         | Jerez          | Kenny Roberts jr. | Carlos Checa      | Valentino Rossi   | Max Biaggi        | Kenny Roberts jr. | Kenny Roberts jr.      | Yamaha                       |
| 5  | 14.05. | GP von Frankreich      | Le Mans        | Àlex Crivillé     | Norick Abe        | Valentino Rossi   | Max Biaggi        | Valentino Rossi   | Kenny Roberts jr.      | Yamaha                       |
| 6  | 28.05. | GP von Italien         | Mugello        | Loris Capirossi   | Carlos Checa      | Jeremy McWilliams | Alex Barros       | Loris Capirossi   | Kenny Roberts jr.      | Yamaha                       |
| 7  | 11.06. | GP von Katalonien      | Barcelona      | Kenny Roberts jr. | Norick Abe        | Valentino Rossi   | Alex Barros       | Alex Barros       | Kenny Roberts jr.      | Yamaha                       |
| 8  | 24.06. | 70. Dutch TT           | Assen          | Alex Barros       | Àlex Crivillé     | Loris Capirossi   | Loris Capirossi   | Max Biaggi        | Kenny Roberts jr.      | Yamaha                       |
| 9  | 09.07. | GP von Großbritannien  | Donington      | Valentino Rossi   | Kenny Roberts jr. | Jeremy McWilliams | Alex Barros       | Garry McCoy       | Kenny Roberts jr.      | Yamaha                       |
| 10 | 23.07. | 64. GP von Deutschland | Sachsenring    | Alex Barros       | Valentino Rossi   | Kenny Roberts jr. | Kenny Roberts jr. | Tadayuki Okada    | Kenny Roberts jr.      | Honda                        |
| 11 | 20.08. | GP von Tschechien      | Brünn          | Max Biaggi        | Valentino Rossi   | Garry McCoy       | Max Biaggi        | Max Biaggi        | Kenny Roberts jr.      | Honda                        |
| 12 | 03.09. | GP von Portugal        | Estoril        | Garry McCoy       | Kenny Roberts jr. | Valentino Rossi   | Garry McCoy       | Valentino Rossi   | Kenny Roberts jr.      | Yamaha                       |
| 13 | 17.09. | GP von Valencia        | Valencia       | Garry McCoy       | Kenny Roberts jr. | Max Biaggi        | Kenny Roberts jr. | Àlex Crivillé     | Kenny Roberts jr.      | Yamaha                       |
| 14 | 07.10. | GP von Rio de Janeiro  | Jacarepagua    | Valentino Rossi   | Alex Barros       | Garry McCoy       | Max Biaggi        | Valentino Rossi   | Kenny Roberts jr.      | Yamaha                       |
| 15 | 15.10. | GP des Pazifiks        | Motegi         | Kenny Roberts jr. | Valentino Rossi   | Max Biaggi        | Max Biaggi        | Valentino Rossi   | Kenny Roberts jr.      | Yamaha                       |
| 16 | 29.10. | GP von Australien      | Phillip Island | Max Biaggi        | Loris Capirossi   | Valentino Rossi   | Jeremy McWilliams | Max Biaggi        | Kenny Roberts jr.      | Yamaha                       |

### Fahrerwertung
| 1  | Kenny Roberts jr.        | Suzuki  | 258 |
| 2  | Valentino Rossi          | Honda   | 209 |
| 3  | Max Biaggi               | Yamaha  | 170 |
| 4  | Alex Barros              | Honda   | 163 |
| 5  | Garry McCoy              | Yamaha  | 161 |
| 6  | Carlos Checa             | Yamaha  | 155 |
| 7  | Loris Capirossi          | Honda   | 154 |
| 8  | Norick Abe               | Yamaha  | 147 |
| 9  | Àlex Crivillé            | Honda   | 122 |
| 10 | Nobuatsu Aoki            | Suzuki  | 116 |
| 11 | Tadayuki Okada           | Honda   | 107 |
| 12 | Régis Laconi             | Yamaha  | 106 |
| 13 | Jürgen van den Goorbergh | Honda   | 85  |
| 14 | Jeremy McWilliams        | Aprilia | 76  |
| 15 | Sete Gibernau            | Honda   | 72  |
| 16 | Tetsuya Harada           | Aprilia | 38  |

| 17 | David De Gea        | Modenas   | 23 |
| 18 | José Luis Cardoso   | Honda     | 19 |
| 19 | Yoshiteru Konishi   | TSR-Honda | 16 |
| 20 | Sébastien le Grelle | Honda     | 7  |
| 21 | Akira Ryō           | Suzuki    | 6  |
| 22 | Sébastien Gimbert   | Honda     | 5  |
| 23 | Shane Norval        | Honda     | 4  |
| 24 | John McGuinness     | Honda     | 3  |
|    | David Tomás         | Honda     | 3  |
|    | Tekkyū Kayō         | Honda     | 3  |
| 27 | Luca Cadalora       | Modenas   | 3  |
|    | Mark Willis         | Modenas   | 3  |
| 29 | Anthony Gobert      | Modenas   | 1  |
|    | Paolo Tessari       | Paton     | 1  |
|    | Phil Giles          | Honda     | 1  |

### Konstrukteurswertung
| 1 | Yamaha    | 318 |
| 2 | Honda     | 311 |
| 3 | Suzuki    | 264 |
| 4 | Aprilia   | 94  |
| 5 | TSR-Honda | 85  |
| 6 | Modenas   | 30  |
| 7 | Paton     | 1   |

## 250-cm³-Klasse

### Rennergebnisse
|    | Datum  | Rennen                 | Strecke        | Platz 1        | Platz 2        | Platz 3        | Pole-Position     | Schn. Rennrunde | Gesamtführender Fahrer | Gesamtführender Konstrukteur |
| -- | ------ | ---------------------- | -------------- | -------------- | -------------- | -------------- | ----------------- | --------------- | ---------------------- | ---------------------------- |
| 1  | 19.03. | GP von Südafrika       | Welkom         | Shin’ya Nakano | Daijirō Katō   | Tōru Ukawa     | Shin’ya Nakano    | Daijirō Katō    | Shin’ya Nakano         | Yamaha                       |
| 2  | 02.04. | GP von Malaysia        | Sepang         | Shin’ya Nakano | Olivier Jacque | Daijirō Katō   | Tōru Ukawa        | Shin’ya Nakano  | Shin’ya Nakano         | Yamaha                       |
| 3  | 09.04. | GP von Japan           | Suzuka         | Daijirō Katō   | Tōru Ukawa     | Shin’ya Nakano | Daijirō Katō      | Shin’ya Nakano  | Shin’ya Nakano         | Yamaha                       |
| 4  | 30.04. | GP von Spanien         | Jerez          | Ralf Waldmann  | Daijirō Katō   | Tōru Ukawa     | Ralf Waldmann     | Ralf Waldmann   | Daijirō Katō           | Honda                        |
| 5  | 14.05. | GP von Frankreich      | Le Mans        | Tōru Ukawa     | Shin’ya Nakano | Olivier Jacque | Daijirō Katō      | Tōru Ukawa      | Daijirō Katō           | Honda                        |
| 6  | 28.05. | GP von Italien         | Mugello        | Shin’ya Nakano | Olivier Jacque | Daijirō Katō   | Marcellino Lucchi | Shin’ya Nakano  | Shin’ya Nakano         | Yamaha                       |
| 7  | 11.06. | GP von Katalonien      | Barcelona      | Olivier Jacque | Tōru Ukawa     | Shin’ya Nakano | Shin’ya Nakano    | Jay Vincent     | Shin’ya Nakano         | Yamaha                       |
| 8  | 24.06. | 70. Dutch TT           | Assen          | Tōru Ukawa     | Olivier Jacque | Shin’ya Nakano | Ralf Waldmann     | Shin’ya Nakano  | Shin’ya Nakano         | Yamaha                       |
| 9  | 09.07. | GP von Großbritannien  | Donington      | Ralf Waldmann  | Olivier Jacque | Naoki Matsudo  | Olivier Jacque    | Jamie Robinson  | Olivier Jacque         | Yamaha                       |
| 10 | 23.07. | 64. GP von Deutschland | Sachsenring    | Olivier Jacque | Tōru Ukawa     | Shin’ya Nakano | Olivier Jacque    | Olivier Jacque  | Olivier Jacque         | Yamaha                       |
| 11 | 20.08. | GP von Tschechien      | Brünn          | Shin’ya Nakano | Tōru Ukawa     | Olivier Jacque | Olivier Jacque    | Shin’ya Nakano  | Olivier Jacque         | Yamaha                       |
| 12 | 03.09. | GP von Portugal        | Estoril        | Daijirō Katō   | Olivier Jacque | Marco Melandri | Olivier Jacque    | Olivier Jacque  | Olivier Jacque         | Yamaha                       |
| 13 | 17.09. | GP von Valencia        | Valencia       | Shin’ya Nakano | Olivier Jacque | Marco Melandri | Olivier Jacque    | Shin’ya Nakano  | Olivier Jacque         | Yamaha                       |
| 14 | 07.10. | GP von Rio de Janeiro  | Jacarepagua    | Daijirō Katō   | Tōru Ukawa     | Marco Melandri | Marco Melandri    | Olivier Jacque  | Olivier Jacque         | Yamaha                       |
| 15 | 15.10. | GP des Pazifiks        | Motegi         | Daijirō Katō   | Shin’ya Nakano | Marco Melandri | Daijirō Katō      | Shin’ya Nakano  | Olivier Jacque         | Yamaha                       |
| 16 | 29.10. | GP von Australien      | Phillip Island | Olivier Jacque | Shin’ya Nakano | Daijirō Katō   | Shin’ya Nakano    | Olivier Jacque  | Olivier Jacque         | Yamaha                       |

### Fahrerwertung
| 1  | Olivier Jacque  | Yamaha              | 279 |
| 2  | Shin’ya Nakano  | Yamaha              | 272 |
| 3  | Daijirō Katō    | Honda               | 259 |
| 4  | Tōru Ukawa      | Honda               | 239 |
| 5  | Marco Melandri  | Aprilia             | 159 |
| 6  | Anthony West    | Honda               | 146 |
| 7  | Ralf Waldmann   | Aprilia             | 143 |
| 8  | Franco Battaini | Aprilia             | 96  |
| 9  | Sebastián Porto | Yamaha              | 83  |
| 10 | Naoki Matsudo   | Yamaha              | 79  |
| 11 | Jay Vincent     | Honda               | 64  |
| 12 | Klaus Nöhles    | Aprilia             | 45  |
| 13 | Luca Boscoscuro | Aprilia             | 45  |
| 14 | Fonsi Nieto     | Yamaha              | 35  |
| 15 | Alex Debón      | Aprilia             | 33  |
| 16 | Roberto Rolfo   | TSR-Honda / Aprilia | 26  |
| 17 | Johan Stigefelt | TSR-Honda           | 26  |
| 18 | Shahrol Yuzy    | Yamaha              | 25  |
| 19 | Jamie Robinson  | Aprilia             | 23  |

| 20 | David Checa         | TSR-Honda | 23 |
| 21 | Ivan Clementi       | Aprilia   | 17 |
| 22 | Sébastien Gimbert   | TSR-Honda | 16 |
| 23 | Vincent Philippe    | TSR-Honda | 14 |
| 24 | Julien Allemand     | Yamaha    | 13 |
| 25 | Alex Hofmann        | Aprilia   | 12 |
| 26 | Marcellino Lucchi   | Aprilia   | 9  |
| 27 | Osamu Miyazaki      | Yamaha    | 8  |
| 28 | Hiroshi Aoyama      | Honda     | 8  |
| 29 | Shin’ichi Nakatomi  | Honda     | 7  |
| 30 | Lucas Oliver Bultó  | Yamaha    | 7  |
| 31 | Yasumasa Hatakeyama | Honda     | 6  |
| 32 | Nobuyuki Ohsaki     | Yamaha    | 6  |
| 33 | Jason Janssen       | TSR-Honda | 4  |
| 34 | Gary Haslam         | Honda     | 3  |
| 35 | Tarō Sekiguchi      | Yamaha    | 2  |
|    | Adrian Coates       | Aprilia   | 2  |
|    | Jerónimo Vidal      | Aprilia   | 2  |
|    | David Tomás         | Honda     | 2  |

### Konstrukteurswertung
| 1 | Yamaha    | 342 |
| 2 | Honda     | 324 |
| 3 | Aprilia   | 232 |
| 4 | TSR-Honda | 58  |

## 125-cm³-Klasse

### Rennergebnisse
|    | Datum  | Rennen                 | Strecke        | Platz 1           | Platz 2           | Platz 3           | Pole-Position     | Schn. Rennrunde   | Gesamtführender Fahrer | Gesamtführender Konstrukteur |
| -- | ------ | ---------------------- | -------------- | ----------------- | ----------------- | ----------------- | ----------------- | ----------------- | ---------------------- | ---------------------------- |
| 1  | 19.03. | GP von Südafrika       | Welkom         | Arnaud Vincent    | Mirko Giansanti   | Emilio Alzamora   | Roberto Locatelli | Arnaud Vincent    | Arnaud Vincent         | Aprilia                      |
| 2  | 02.04. | GP von Malaysia        | Sepang         | Roberto Locatelli | Yōichi Ui         | Mirko Giansanti   | Noboru Ueda       | Mirko Giansanti   | Roberto Locatelli      | Aprilia                      |
| 3  | 09.04. | GP von Japan           | Suzuka         | Yōichi Ui         | Noboru Ueda       | Masao Azuma       | Yōichi Ui         | Roberto Locatelli | Yōichi Ui              | Aprilia                      |
| 4  | 30.04. | GP von Spanien         | Jerez          | Emilio Alzamora   | Mirko Giansanti   | Roberto Locatelli | Roberto Locatelli | Roberto Locatelli | Emilio Alzamora        | Honda                        |
| 5  | 14.05. | GP von Frankreich      | Le Mans        | Yōichi Ui         | Mirko Giansanti   | Emilio Alzamora   | Yōichi Ui         | Noboru Ueda       | Emilio Alzamora        | Honda                        |
| 6  | 28.05. | GP von Italien         | Mugello        | Roberto Locatelli | Mirko Giansanti   | Masao Azuma       | Roberto Locatelli | Roberto Locatelli | Mirko Giansanti        | Honda                        |
| 7  | 11.06. | GP von Katalonien      | Barcelona      | Simone Sanna      | Masao Azuma       | Gino Borsoi       | Roberto Locatelli | Pablo Nieto       | Mirko Giansanti        | Honda                        |
| 8  | 24.06. | 70. Dutch TT           | Assen          | Yōichi Ui         | Noboru Ueda       | Manuel Poggiali   | Yōichi Ui         | Noboru Ueda       | Roberto Locatelli      | Honda                        |
| 9  | 09.07. | GP von Großbritannien  | Donington      | Yōichi Ui         | Emilio Alzamora   | Noboru Ueda       | Yōichi Ui         | Masao Azuma       | Yōichi Ui              | Honda                        |
| 10 | 23.07. | 64. GP von Deutschland | Sachsenring    | Yōichi Ui         | Roberto Locatelli | Simone Sanna      | Yōichi Ui         | Yōichi Ui         | Yōichi Ui              | Honda                        |
| 11 | 20.08. | GP von Tschechien      | Brünn          | Roberto Locatelli | Yōichi Ui         | Emilio Alzamora   | Roberto Locatelli | Yōichi Ui         | Yōichi Ui              | Honda                        |
| 12 | 03.09. | GP von Portugal        | Estoril        | Emilio Alzamora   | Roberto Locatelli | Arnaud Vincent    | Yōichi Ui         | Roberto Locatelli | Roberto Locatelli      | Honda                        |
| 13 | 17.09. | GP von Valencia        | Valencia       | Roberto Locatelli | Masao Azuma       | Yōichi Ui         | Roberto Locatelli | Yōichi Ui         | Roberto Locatelli      | Honda                        |
| 14 | 07.10. | GP von Rio de Janeiro  | Jacarepagua    | Simone Sanna      | Masao Azuma       | Yōichi Ui         | Roberto Locatelli | Mirko Giansanti   | Roberto Locatelli      | Honda                        |
| 15 | 15.10. | GP des Pazifiks        | Motegi         | Roberto Locatelli | Emilio Alzamora   | Simone Sanna      | Roberto Locatelli | Roberto Locatelli | Roberto Locatelli      | Honda                        |
| 16 | 29.10. | GP von Australien      | Phillip Island | Masao Azuma       | Yōichi Ui         | Noboru Ueda       | Roberto Locatelli | Masao Azuma       | Roberto Locatelli      | Honda                        |

### Fahrerwertung
| 1  | Roberto Locatelli  | Aprilia | 230 |
| 2  | Yōichi Ui          | Derbi   | 217 |
| 3  | Emilio Alzamora    | Honda   | 203 |
| 4  | Masao Azuma        | Honda   | 176 |
| 5  | Noboru Ueda        | Honda   | 153 |
| 6  | Simone Sanna       | Aprilia | 132 |
| 7  | Arnaud Vincent     | Aprilia | 132 |
| 8  | Mirko Giansanti    | Honda   | 129 |
| 9  | Gino Borsoi        | Aprilia | 113 |
| 10 | Ivan Goi           | Honda   | 108 |
| 11 | Lucio Cecchinello  | Honda   | 91  |
| 12 | Steve Jenkner      | Honda   | 74  |
| 13 | Pablo Nieto        | Derbi   | 68  |
| 14 | Gianluigi Scalvini | Aprilia | 64  |
| 15 | Ángel Nieto jr.    | Honda   | 57  |
| 16 | Manuel Poggiali    | Derbi   | 53  |
| 17 | Randy De Puniet    | Aprilia | 50  |
| 18 | Alex De Angelis    | Honda   | 41  |

| 19 | Jaroslav Huleš       | Italjet | 26 |
| 20 | Toni Elías           | Honda   | 24 |
| 21 | Reinhard Stolz       | Honda   | 21 |
| 22 | Max Sabbatani        | Honda   | 16 |
| 23 | Marco Petrini        | Aprilia | 11 |
| 24 | Eric Bataille        | Honda   | 10 |
| 25 | Hideyuki Nakajō      | Honda   | 9  |
| 26 | Yuzo Fujioka         | Honda   | 8  |
| 27 | Leon Haslam          | Italjet | 6  |
| 28 | Jakub Smrž           | Honda   | 5  |
| 29 | Hiroyuki Kikuchi     | Honda   | 2  |
|    | Alessandro Brannetti | Honda   | 2  |
|    | Ivan MartÍnez        | Aprilia | 2  |
|    | Jarno Müller         | Honda   | 2  |
|    | Adrián Araujo        | Honda   | 2  |
| 34 | Katsuji Uezu         | Yamaha  | 1  |
|    | William De Angelis   | Aprilia | 1  |

### Konstrukteurswertung
| 1 | Honda   | 318 |
| 2 | Aprilia | 313 |
| 3 | Derbi   | 250 |
| 4 | Italjet | 31  |
| 5 | Yamaha  | 1   |